# Wereldkampioenschap superbike van Phillip Island 2015
Het wereldkampioenschap superbike van Phillip Island 2015 was de eerste ronde van het wereldkampioenschap superbike en het wereldkampioenschap Supersport 2015. De races werden verreden op 22 februari 2015 op het Phillip Island Grand Prix Circuit op Phillip Island, Australië.

## Superbike

### Race 1
| Pos | Nr | Rijder               | Constructeur | Rondes | Tijd         | Grid | Punten |
| --- | -- | -------------------- | ------------ | ------ | ------------ | ---- | ------ |
| 1   | 65 | Jonathan Rea         | Kawasaki     | 22     | 33:58.385    | 1    | 25     |
| 2   | 91 | Leon Haslam          | Aprilia      | 22     | +0.039       | 3    | 20     |
| 3   | 7  | Chaz Davies          | Ducati       | 22     | +0.496       | 2    | 16     |
| 4   | 81 | Jordi Torres         | Aprilia      | 22     | +2.259       | 7    | 13     |
| 5   | 60 | Michael van der Mark | Honda        | 22     | +9.838       | 4    | 11     |
| 6   | 66 | Tom Sykes            | Kawasaki     | 22     | +13.761      | 8    | 10     |
| 7   | 1  | Sylvain Guintoli     | Honda        | 22     | +14.021      | 9    | 9      |
| 8   | 18 | Nicolás Terol        | Ducati       | 22     | +15.954      | 6    | 8      |
| 9   | 22 | Alex Lowes           | Suzuki       | 22     | +21.106      | 5    | 7      |
| 10  | 2  | Leon Camier          | MV Agusta    | 22     | +24.771      | 14   | 6      |
| 11  | 15 | Matteo Baiocco       | Ducati       | 22     | +28.920      | 10   | 5      |
| 12  | 36 | Leandro Mercado      | Ducati       | 22     | +35.929      | 24   | 4      |
| 13  | 21 | Troy Bayliss         | Ducati       | 22     | +40.315      | 13   | 3      |
| 14  | 77 | Jed Metcher          | Kawasaki     | 22     | +45.090      | 15   | 2      |
| 15  | 20 | Sylvain Barrier      | BMW          | 22     | +46.444      | 17   | 1      |
| 16  | 40 | Román Ramos          | Kawasaki     | 22     | +53.331      | 19   |        |
| 17  | 14 | Randy de Puniet      | Suzuki       | 22     | +58.811      | 12   |        |
| 18  | 72 | Larry Pegram         | EBR          | 22     | +1:06.071    | 21   |        |
| 19  | 51 | Santiago Barragán    | Kawasaki     | 22     | +1:06.110    | 20   |        |
| 20  | 10 | Imre Tóth            | BMW          | 22     | +1 ronde     | 23   |        |
| DNF | 59 | Niccolò Canepa       | EBR          | 15     | Ongeluk      | 16   |        |
| DNF | 23 | Christophe Ponsson   | Kawasaki     | 9      | Uitgevallen  | 22   |        |
| DNS | 12 | Matthew Walters      | Kawasaki     | 0      | Niet gestart | 18   |        |
| DNS | 44 | David Salom          | Kawasaki     | 0      | Niet gestart | 11   |        |
| DNS | 75 | Gábor Rizmayer       | BMW          | 0      | Niet gestart |      |        |

### Race 2
| Pos | Nr | Rijder               | Constructeur | Rondes | Tijd         | Grid | Punten |
| --- | -- | -------------------- | ------------ | ------ | ------------ | ---- | ------ |
| 1   | 91 | Leon Haslam          | Aprilia      | 22     | 33:58.711    | 3    | 25     |
| 2   | 65 | Jonathan Rea         | Kawasaki     | 22     | +0.010       | 1    | 20     |
| 3   | 7  | Chaz Davies          | Ducati       | 22     | +0.298       | 2    | 16     |
| 4   | 66 | Tom Sykes            | Kawasaki     | 22     | +5.242       | 8    | 13     |
| 5   | 1  | Sylvain Guintoli     | Honda        | 22     | +14.649      | 9    | 11     |
| 6   | 18 | Nicolás Terol        | Ducati       | 22     | +16.025      | 6    | 10     |
| 7   | 14 | Randy de Puniet      | Suzuki       | 22     | +22.300      | 12   | 9      |
| 8   | 2  | Leon Camier          | MV Agusta    | 22     | +23.606      | 14   | 8      |
| 9   | 15 | Matteo Baiocco       | Ducati       | 22     | +23.818      | 10   | 7      |
| 10  | 40 | Román Ramos          | Kawasaki     | 22     | +35.775      | 19   | 6      |
| 11  | 36 | Leandro Mercado      | Ducati       | 22     | +39.929      | 24   | 5      |
| 12  | 20 | Sylvain Barrier      | BMW          | 22     | +46.267      | 17   | 4      |
| 13  | 51 | Santiago Barragán    | Kawasaki     | 22     | +57.893      | 20   | 3      |
| 14  | 72 | Larry Pegram         | EBR          | 22     | +1:02.676    | 21   | 2      |
| 15  | 23 | Christophe Ponsson   | Kawasaki     | 22     | +1:05.262    | 22   | 1      |
| 16  | 21 | Troy Bayliss         | Ducati       | 21     | +1 ronde     | 13   |        |
| 17  | 10 | Imre Tóth            | BMW          | 21     | +1 ronde     | 23   |        |
| DNF | 60 | Michael van der Mark | Honda        | 18     | Ongeluk      | 4    |        |
| DNF | 81 | Jordi Torres         | Aprilia      | 17     | Ongeluk      | 7    |        |
| DNF | 77 | Jed Metcher          | Kawasaki     | 3      | Uitgevallen  | 15   |        |
| DNF | 22 | Alex Lowes           | Suzuki       | 1      | Uitgevallen  | 5    |        |
| DNS | 12 | Matthew Walters      | Kawasaki     | 0      | Niet gestart | 18   |        |
| DNS | 44 | David Salom          | Kawasaki     | 0      | Niet gestart | 11   |        |
| DNS | 59 | Niccolò Canepa       | EBR          | 0      | Niet gestart | 16   |        |
| DNS | 75 | Gábor Rizmayer       | BMW          | 0      | Niet gestart |      |        |

## Supersport
| Pos | Nr  | Rijder              | Constructeur | Rondes | Tijd         | Grid | Punten |
| --- | --- | ------------------- | ------------ | ------ | ------------ | ---- | ------ |
| 1   | 16  | Jules Cluzel        | MV Agusta    | 18     | 28:19.638    | 1    | 25     |
| 2   | 87  | Lorenzo Zanetti     | MV Agusta    | 18     | +3.494       | 3    | 20     |
| 3   | 4   | Gino Rea            | Honda        | 18     | +8.636       | 4    | 16     |
| 4   | 111 | Kyle Smith          | Honda        | 18     | +8.668       | 5    | 13     |
| 5   | 9   | Ratthapark Wilairot | Honda        | 18     | +10.613      | 6    | 11     |
| 6   | 54  | Kenan Sofuoğlu      | Kawasaki     | 18     | +18.608      | 2    | 10     |
| 7   | 25  | Alex Baldolini      | MV Agusta    | 18     | +18.701      | 16   | 9      |
| 8   | 44  | Roberto Rolfo       | Honda        | 18     | +18.741      | 8    | 8      |
| 9   | 6   | Dominic Schmitter   | Kawasaki     | 18     | +21.333      | 9    | 7      |
| 10  | 99  | P.J. Jacobsen       | Kawasaki     | 18     | +26.448      | 13   | 6      |
| 11  | 11  | Christian Gamarino  | Kawasaki     | 18     | +26.979      | 19   | 5      |
| 12  | 5   | Marco Faccani       | Kawasaki     | 18     | +26.992      | 15   | 4      |
| 13  | 41  | Aiden Wagner        | Yamaha       | 18     | +34.058      | 12   | 3      |
| 14  | 68  | Glenn Scott         | Honda        | 18     | +36.066      | 18   | 2      |
| 15  | 61  | Fabio Menghi        | Yamaha       | 18     | +36.624      | 11   | 1      |
| 16  | 19  | Kevin Wahr          | Honda        | 18     | +37.284      | 17   |        |
| 17  | 20  | Alex Phillis        | Honda        | 18     | +42.091      | 20   |        |
| 18  | 74  | Kieran Clarke       | Honda        | 18     | +1:07.842    | 21   |        |
| 19  | 24  | Marcos Ramírez      | Kawasaki     | 18     | +1:07.976    | 22   |        |
| DNF | 84  | Riccardo Russo      | Honda        | 15     | Uitgevallen  | 10   |        |
| DNF | 36  | Martín Cárdenas     | Honda        | 14     | Uitgevallen  | 14   |        |
| DNF | 14  | Lucas Mahias        | Kawasaki     | 13     | Uitgevallen  | 7    |        |
| DNF | 10  | Nacho Calero        | Kawasaki     | 13     | Uitgevallen  | 24   |        |
| DNS | 17  | Sam Lambert         | Triumph      | 0      | Niet gestart |      |        |

## Tussenstanden na wedstrijd

### Superbike
| Pos | Nr | Rijder           | Team     | Punten |
| --- | -- | ---------------- | -------- | ------ |
| 1   | 91 | Leon Haslam      | Aprilia  | 45     |
| 2   | 65 | Jonathan Rea     | Kawasaki | 45     |
| 3   | 7  | Chaz Davies      | Ducati   | 32     |
| 4   | 66 | Tom Sykes        | Kawasaki | 23     |
| 5   | 1  | Sylvain Guintoli | Honda    | 20     |

### Supersport
| Pos | Nr  | Rijder              | Team      | Punten |
| --- | --- | ------------------- | --------- | ------ |
| 1   | 16  | Jules Cluzel        | MV Agusta | 25     |
| 2   | 87  | Lorenzo Zanetti     | MV Agusta | 20     |
| 3   | 4   | Gino Rea            | Honda     | 16     |
| 4   | 111 | Kyle Smith          | Honda     | 13     |
| 5   | 9   | Ratthapark Wilairot | Honda     | 11     |

1990 · 1991 · 1992 · 1994 · 1995 · 1996 · 1997 · 1998 · 1999 · 2000 · 2001 · 2002 · 2003 · 2004 · 2005 · 2006 · 2007 · 2008 · 2009 · 2010 · 2011 · 2012 · 2013 · 2014 · 2015 · 2016 · 2017 · 2018 · 2019 · 2020 · 2022 · 2023 · 2024 · 2025